# 임애지
임애지(1999년 5월 11일~)는 대한민국의 권투 선수이다. 2024년 하계 올림픽에서 복싱 여자 54 kg급(밴텀급) 동메달을 획득했으며, 여자 권투가 올림픽 정식 종목으로 채택된 이래 대한민국 여자 권투 선수로는 최초로 올림픽 메달을 획득하였다.
올림픽이나 아시안 게임 등의 국제 대회에서는 54 kg급에 출전하지만, 전국체전을 포함한 대한민국 국내 대회의 복싱 여자부에는 54 kg급이 없어서 다른 체급으로 출전한다. 이 때문에 2024년 하계 올림픽을 마감한 직후 참가한 2024 전국체전 복싱에서는 2024년 하계 올림픽에 함께 나섰던 오연지의 체급인 60 kg급으로 올려서 참가했다. 임애지 본인은 2024년 하계 올림픽 직후 출연한 황금어장 라디오스타에서 복싱 체급 문제를 토로했고, 이에 2025년 전국체전부터 본 체급인 54 kg급을 추가하기로 했다.

## 경력
전라남도 화순군 출신으로, 초등학교 5학년 때부터 복싱을 시작했다. 화순중학교, 전남기술과학고를 졸업하였고, 한국체육대학교에 진학하였다. 2017년 11월에 인도의 구와하티에서 열린 2017년 세계 여자 주니어 복싱 선수권 대회에 참가하여 라이트급(-60 kg)급에서 이탈리아의 비토리아 데 카를로를 꺾고 금메달을 획득하였다. 대한민국 선수의 이 대회 금메달 획득은 임애지가 처음이다.
2018년에는 자카르타에서 열린 2018년 아시안 게임에 대한민국 국가대표로 참가하여 페더급(-57kg급)에 출전했으나, 8강전에서 2016년 하계 올림픽 준우승자인 중화인민공화국의 인쥔화에게 패하여 탈락하였다. 임애지를 누른 인쥔화는 이 체급에서 금메달을 획득했다.
2020년 하계 올림픽의 아시아·오세아니아 지역 예선에서 오스트레일리아의 스카이 니컬슨과 함께 중화 타이베이의 린위팅과 일본의 이리에 세나의 뒤를 이어 여자 페더급 동메달을 획득하며, 대한민국 여자 권투 선수로는 처음으로 올림픽 출전권을 획득했다.
2022년 아시안 게임에서는 북한의 방철미에게 판정패하며 16강전에서 탈락했다. 파리 올림픽을 앞두고 2024년 3월 이탈리아에서 열린 파리 올림픽 1차 예선에서 탈락해 파리행이 불투명했으나, 2024년 6월 방콕에서 열린 파리 올림픽 복싱 2차 예선에서 4강에 오르며 2연속으로 올림픽 출전에 성공했다. 파리 올림픽 복싱 여자 54 kg급(밴텀급)에 출전한 임애지는 첫 상대인 브라질의 타치아나 지 제주스 샤가스를 4:1로 꺾었으며, 2번째 상대이자 2023년 세계 선수권 대회 준우승자인 콜롬비아의 예니 아리아스를 3:2로 판정승을 거두며 4강에 진출했다. 2024년 8월 4일에 열린 4강전에서 튀르키예의 하티제 아크바슈를 상대로 2:3 판정패하였으며, 항저우 아시안 게임 맞상대였던 방철미와 함께 공동 동메달을 기록하였다. 대한민국 여자 복싱 선수로는 첫 올림픽 복싱 메달 획득이다.
태권도선수 박태준과 함께 2024년 하계 올림픽 폐막식에서 대한민국 선수단의 기수로 선정됐다.